# Tu manques
Singles de Fredericks Goldman Jones
Un, deux, trois
(1992) Il suffira d'un signe
(1992)
Tu manques est une chanson du groupe Fredericks Goldman Jones, sorti en 1992 en 45 tours et disque compact. Il s'agit du sixième et dernier single du groupe à être extrait de leur album éponyme sorti le 28 novembre 1990. La chanson, d'une durée de plus de huit minutes, est chantée uniquement par Jean-Jacques Goldman, également auteur du titre. Le single s'est vendu à plus de 30 000 exemplaires en France.
Cette chanson a été écrite à la suite de la disparition du père de Jean-Jacques Goldman.

## Classements
| Classement (1992) | Meilleure place |
| ----------------- | --------------- |
| France (SNEP)     | 12              |

## Musiciens
- Jean-Jacques Goldman — piano, chant, harmonica
- Erick Benzi — synthétiseur
- Pino Palladino — basse
- Claude Salmiéri — batterie
- Basile Leroux — guitare
- Patrice Tison — guitare